# كريس وليامز (لاعب كرة قدم بريطاني)
كريس وليامز (بالإنجليزية: Chris Williams)‏ (26 فبراير 1985 في المملكة المتحدة - ) هو لاعب كرة قدم بريطاني في مركز الوسط. لعب مع ذا نيو سينتس وستوكبورت كونتي وغريمسبي تاون ونادي ريل وسالفورد سيتي ونورثويتش فيكتوريا ونادي ستاليبريدج سيلتيك وليه جنيسيس ‏ وفليتوود تاون وStockport Sports F.C. ‏ ونادي برادفورد بارك أفنيو.

## وصلات خارجية
- كريس وليامز على موقع Soccerbase.com (لاعب) (الإنجليزية)